# (103) Гера
(103) Гера (лат. Hera) — астероид из группы главного пояса, который был открыт 7 сентября 1868 года американским астрономом Дж. К. Уотсоном в Детройтской обсерватории, США и назван в честь Геры, богини древнегреческой мифологии, покровительницы брака.

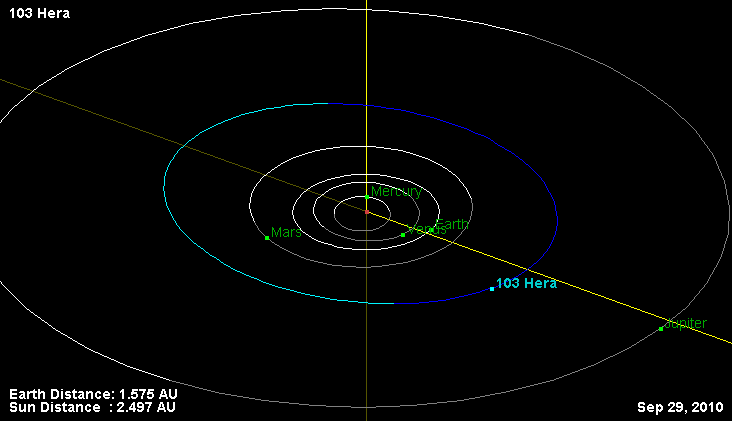
Орбита астероида Гера и его положение в Солнечной системе